# Heo Nanseolheon
Dans ce nom coréen, le nom de famille, Heo, précède le nom personnel.
Pour les articles homonymes, voir Heo.
Heo Chohui (hangeul : 허초희, hanja : 許楚姬, 1563 - 19 mars 1589) est une poétesse de la dynastie Joseon de Corée plus connue sous son nom de plume Heo Nanseolheon (허난설헌, 許蘭雪軒). Elle est la sœur de Heo Gyun, écrivain, poète, homme politique.
Elle est connue en chinois sous le pseudonyme de Xu Jingfan (chinois 許景樊), correspondant au coréen Ho Kyongbon (hangeul : 허경번). Ses poèmes écrits en caractères chinois ont été publiés en 1608 en Chine, sous le titre de Nanseolheon-jip (hangeul : 난설헌집, hanja : 蘭雪軒集) par l’un de ses frères, et l'ont été ensuite au Japon.  
Elle s'est marié à Kim Seong-rib (hangeul : 김성립) en 1577 (10e année du règne de Seonjo). Sa vie conjugale malheureuse lui a servi d'inspiration. Ses poèmes élégiaques se caractérisent par un style subtil et féminin.  
Elle est une des écrivains principaux du 16e siècle. Parmi environ 300 œuvres (poèmes, essais, proses), 213 pièces nous restent. Elle était aussi douée en peinture et en calligraphie.   

## Vie

### Naissance
Née dans la province de Gangwon en 1563, Heo Chohui, était une fille cadette de Heo Yeob (hangeul : 허엽), haut fonctionnaire de la dynastie Joseon et Kim Guang-cheol (김광철). Elle est sœur aînée de Heo Gyun, homme politique et écrivain connu pour La Légende de Hong Gildong. Ce dernier ayant publié les œuvres de sa sœur en Chine (la dynastie Ming), elle est une des rares femmes de l'époque dont le nom et le pseudonyme passent à la postérité. Bien que son vrai nom soit Heo Chohui, elle est connue comme Heo Nanseolheon puisque la coutume de l'époque ne permettait pas d'appeler une femme par son vrai nom.   

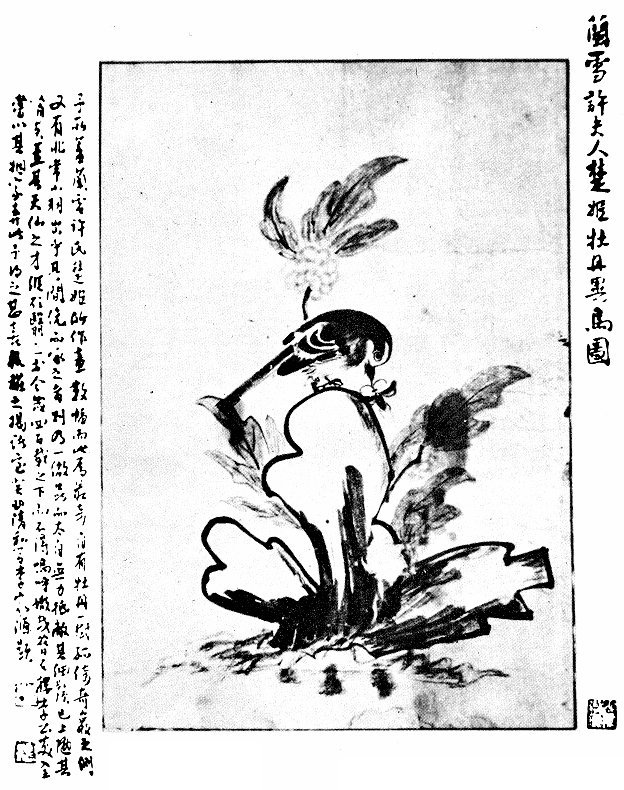
Mukjodo, Heo Nanseolheon

Dès petite, elle a montré un talent particulier pour la rédaction et pour la peinture. Son père lui a appris à lire et à écrire. Ensuite, elle était élève de Lee Dal (hangeul : 이달), poète renommé de l'époque.

### Mariage malheureux
En 1577, à l'âge de 15 ans, elle s'est mariée à Kim Seong-rib (hangeul : 김성립). Mais sa vie conjugale était malheureuse. Jaloux de son talent, son mari la négligeait. Elle a été détestée également par sa belle-mère. Plus tard, son mari a réussi en 1589 au concours administratif, mais n'a pas connu le succès pendant sa carrière. Aussi, il était loin d'être un père fidèle à sa famille. Il s'est réjoui tellement de la vie mondaine que Heo Nanseolheon en riait dans ses poèmes.
Mais ce n'était que le début de son malheur. Elle a perdu son père en 1580, puis sa fille et son fils consécutivement. Son dernier enfant est mort-né. Elle a trouvé une consolation dans la poésie lyrique, dans laquelle elle chante l'amertume de sa vie. Parmi ses 213 poèmes, 128 reflètent son envie de quitter le monde terrestre pour rejoindre le paradis taoïste.

### Mort
Elle est décédée le 19 mars 1589, à Hanseong (ancien nom de Séoul). Elle avait 27 ans. On n'a pas pu identifier la cause de sa mort. Juste avant la mort, elle a brûlé l'ensemble de ses pièces (écrites et peintes), et a demandé à son frère Heo Gyun de brûler également ce qu'elle avait gardé dans la maison de ses parents, mais ce dernier les a préservées. Après sa mort, Heo Gyun lui a dédié un poème.

### Publications (posthumes)
Lors de sa visite en Chine en 1608, son frère, Heo Gyun, a présenté ses pièces aux écrivains de Ming. Impressionnés par la qualité de ses poèmes, les administrateurs chinois ont proposé et subventionné la publication. Publié d'abord en Chine, son recueil de poème Nanseolheon-jip (hangeul : 난설헌집, hanja : 蘭雪軒集), sera importé en Corée, pour être publié ensuite au Japon en 1711, par Bundaïa Jiro (文台屋次郎).
En 2000, on a découvert en Chine un autre recueil, Chuisawonchang (hangeul : 취사원창, hanja : 聚沙元倡), publié en 1612, supposé perdu jusqu'alors. On y trouve 168 poèmes et 1 prose. 
Très mal appréciée de son vivant, parce qu'elle était très en avance par rapport au contexte social d'alors, elle devait attendre la fin de la dynastie Joseon pour être réévaluée.

## Œuvres
- Nanseolheon jip
- Chuisawonchang

## Traduction
- (en) Kang-i Sun Chang (dir.) et Haun Saussy (dir.), Women Writers of Traditional China: An Anthology of Poetry and Criticism, Stanford University Press, 1999